# Mark (Petrovcij)
Mark (světským jménem: Mykola Ivanovyč Petrovcij; * 6. prosince 1951, Pryboržavske) je ukrajinský pravoslavný duchovní Ukrajinské pravoslavné církve, arcibiskup a metropolita chustský a vynohradivský.

## Život
Narodil se 6. prosince 1951 ve vesnici Pryboržavske v Iršavském rajónu Zakarpatské oblasti. Jeho starším bratrem byl biskup Mefodij (Petrovcij).
Dokončil střední školu a v letech 1970-1972 sloužil v řadách Sovětské armády. Poté až do roku 1973 sloužil jako dělník v Trojicko-sergijevské lávře. Roku 1973 nastoupil do 4. třídy Moskevského duchovního semináře.
V únoru 1974 byl přijat do bratrstva Trojicko-sergijevské lávry a 6. března byl postřižen na monacha se jménem Mark.
Roku 1973 se stal kelejníkem (správce mnišské cely) představeného lávry archimandrity Ieronima (Zinověva). Jako kelejník působil až do roku 1982.
Dne 17. března 1974 byl rektorem Moskevské duchovní akademie a semináře biskupem dmitrovským Volodymyrem (Sabodanem) rukopoložen na hierodiakona a 7. dubna arcibiskupem Sergijem (Golubcovem) na jeromonacha.
Roku 1978 dokončil studium na Moskevské duchovní akademii a byl ustanoven přednášejícím v Moskevském duchovním semináři.
Roku 1982 byl patriarchou moskevským Pimenem povýšen na archimandritu a ustanoven blagočinným Trojicko-sergijevské lávry.
Dne 26. června 1985 se stal představeným Počajivské lávry.
Dne 19. července 1988 byl Svatým synodem ustanoven biskupem kremeneckým a vikarijním biskupem lvovské eparchie.
Dne 27. července 1988 byl v chrámu svatého Vladimíra v Kyjevě oficiálně jmenován biskupem a o den později proběhla jeho biskupská chirotonie. Světiteli byli metropolita kyjevský a haličský Filaret (Denysenko), metropolita lvovský a ternopilský Nykodym (Rusnak), arcibiskup černihivský a nižynský Antonij (Vakaryk), arcibiskup charkovský a bohoduchivský Irynej (Serednij), arcibiskup volyňský a rovenský Varlaam (Iljuščenko), arcibiskup argentinský a jihoamerický Lazar (Švec), biskup mukačevský a užhorodský Damaskin (Bodryj), biskup kirovohradský a mykolajivský Sevastian (Pylypčuk), biskup chmelnyckoperejaslavský Palladij (Šiman) a biskup Vasilij (Rodzjanko) (Pravoslavná církev v Americe).
Dne 27. prosince 1988 byl Svatým synodem ustanoven biskupem ternopilským a kremeneckým.
Dne 10. dubna 1989 byl ustanoven biskupem argentinským a jihoamerickým, exarchou Střední a Jižní Ameriky.
Dne 1. listopadu 1993 byl jmenován biskupem kaširským a vikarijním biskupem moskevské eparchie. Byla mu svěřena práce správce Patriarchálních farností v Kanadě.
Dne 19. února 1999 byl povýšen na arcibiskupa.
Dne 23. května 2005 byl Synodem Ukrajinské pravoslavné církve ustanoven arcibiskupem sumským a ochtyrským.
Dne 14. prosince 2007 byl jmenován na chustskou biskupskou katedru a dočasným správcem mukačevské eparchie.
Dne 31. května 2007 byl ustanoven stálým členem Svatého synodu Ukrajinské pravoslavné církve.
Dne 28. srpna 2014 byl při liturgii v Kyjevsko-Pečerské lávře povýšen metropolitou kyjevským a celé Ukrajiny Onufrijem (Berezovským) povýšen na metropolitu.

## Řády a vyznamenání

### Světské vyznamenání
- Rusko Řád přátelství (11. srpna 2000)

### Církevní vyznamenání
- 2011 – Řád svatého Innokentija Moskevského II. třídy
- 2015 – Právo nosit druhou panagii
- 2016 – Řád svatého Innokentija Moskevského I. třídy
- 2021 – Řád přepodobného Serafima Sarovského I. třídy